# Georg Meisner
Georg Meisner, auch George, Meißner (* 13. April 1561 in Lübeck; † 22. Oktober 1597 ebenda) war ein deutscher Pädagoge.

## Leben
Georg Meisner war ein Sohn des Kaufmanns Johannes Meisner, der 1566 in Norwegen starb. Nachdem 1567 auch seine Mutter Sophia, geb. Bardtmann, in Kopenhagen verstorben war, sorgten seine Paten für seine Erziehung. Er besuchte das Katharineum zu Lübeck. Noch als Schüler bestellte ihn der Bürgermeister Hermann von Dorne zum Informator seines gleichnamigen Sohnes. 1584 begleitete Meisner diesen zum Studium an die Universität Rostock. Am 21. April 1586 erlangte Meisner in Rostock den Grad eines Magisters. 1587 ging er an die Universität Wittenberg und 1589 an die Universität Marburg. Hier schrieb er 1590 ein einleitendes Gedicht für Otto Walpers Grammatica Graeca; er hat Walper mitunter auch bei Vorlesungen und Seminaren vertreten. 1591 begleitete er als Hofmeister zwei hessische Edelleute an die Universität Tübingen.
Im Oktober 1592 berief ihn der Lübecker Rat zum Subrektor am Katharineum zu Lübeck. Im folgenden Jahr 1593 sorgte er mit dafür, dass Walper, der Marburg aus konfessionellen Gründen verlassen musste, zum Rektor berufen wurde.

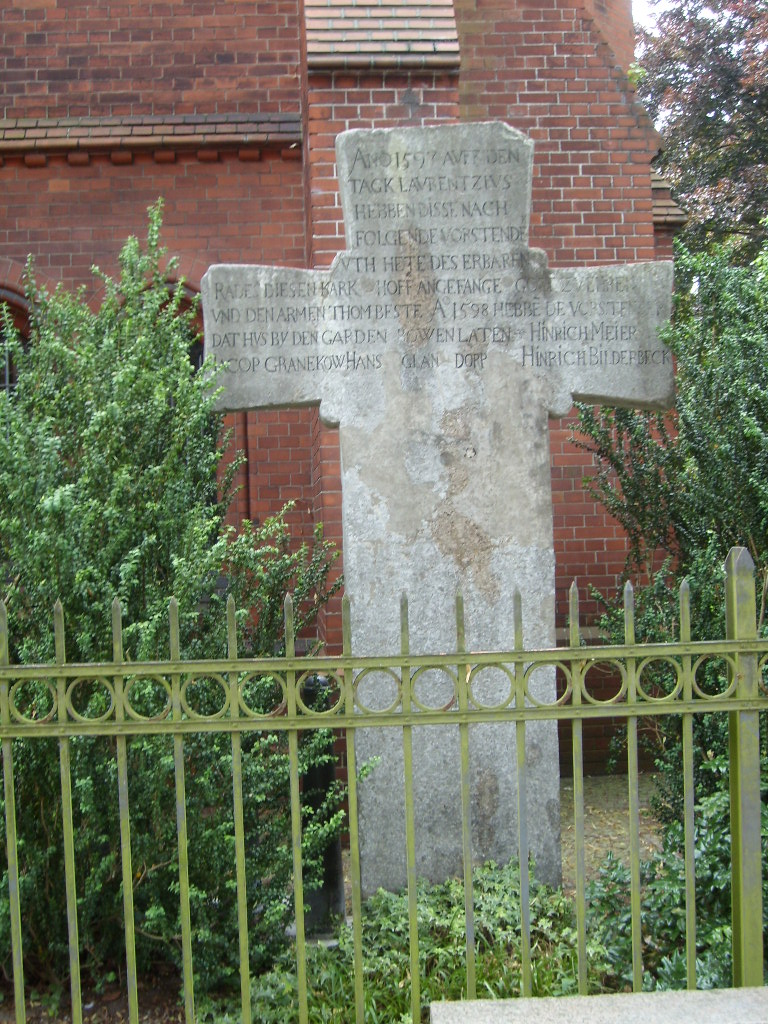
Pestkreuz von 1598

1597 fiel Meisner der Lübecker Pestepidemie zum Opfer. An die 7000 Toten (etwa ein Drittel der damaligen Bevölkerung Lübecks) erinnert heute noch das Pestkreuz von 1598 an der St. Lorenzkirche. Er wurde in der Petrikirche begraben. Sein Nachfolger wurde Joachim Drenckhan.
Georg Meisner war verheiratet mit Gertrud, geb. Schellenberger, einer Tochter des Lübecker Ratsapothekers David Schellenberger. Der Sohn des Paares, David, graduierte 1619 in Rostock zum Magister und wurde Pastor an der Deutschen Kirche in Stockholm.